# Ciociara (film)
Ciociara (în italiană La ciociara [la tʃoˈtʃaːra], traducere literală grosieră „Femeia din Ciociaria”) este un film dramatic de război din 1960, regizat de Vittorio De Sica după un scenariu scris de Cesare Zavattini și De Sica, inspirat din romanul cu același nume al lui Alberto Moravia. Filmul îi are în distribuție pe Sophia Loren, Jean-Paul Belmondo, Eleonora Brown și Raf Vallone. El prezintă povestea unei femei care încearcă să-și protejeze tânăra fiică de ororile războiului. Povestea este fictivă, dar se bazează pe evenimente reale care au avut loc în anul 1944 la Roma și în zona rurală a provinciei Lazio, în timpul Marocchinatei.
Interpretarea Sophiei Loren a fost apreciată de critici și a fost distinsă cu numeroase premii, printre care și premiul Oscar pentru cea mai bună actriță.

## Distribuție
- Sophia Loren — Cesira
- Jean-Paul Belmondo — Michele Di Libero
- Eleonora Brown — Rosetta
- Carlo Ninchi — Filippo, tatăl lui Michele
- Raf Vallone — Giovanni
- Andrea Checchi — un fascist
- Pupella Maggio — țărancă
- Bruna Cealti — refugiată
- Antonella Della Porta — o mamă nebună
- Mario Frera
- Franco Balducci — germanul de pe căpița de fân
- Luciana Cortellesi
- Curt Lowens
- Tony Calio
- Remo Galavotti

## Producție
Filmul a fost inspirat din romanul La ciociara (Femeia din Ciociaria, 1957) al lui Alberto Moravia, care prezintă experiențele scriitorului în timpul celui de-al Doilea Război Mondial.
Ponti a adunat fonduri din Franța și Italia. Investiția franceză a fost condiționată de folosirea unei vedete franceze, ceea ce a dus la distribuirea lui Jean-Paul Belmondo, care obținuse o celebritate internațională în Breathless (1960). Vocea lui Belmondo a fost dublată în italiană.

## Lansare
Ciociara a fost printre cele mai populare 30 de filme la box office-ul francez în acel an.

## Premii
| Premiu                                       | Categorie                                     | Nominalizat(ți)                       | Rezultat     |
| -------------------------------------------- | --------------------------------------------- | ------------------------------------- | ------------ |
| Premiile Academiei Americane de Film (Oscar) | Cea mai bună actriță                          | Sophia Loren                          | Câștigat     |
| Premiile Bambi                               | Cea mai bună actriță – internațional          | Sophia Loren                          | Câștigat     |
| Premiile Panglica Albastră                   | Cel mai bun film străin                       | Vittorio De Sica                      | Câștigat     |
| Premiile Academiei Britanice de Film (BAFTA) | Cea mai bună actriță străină                  | Sophia Loren                          | Câștigat     |
| Festivalul de Film de la Cannes              | Palme d'Or                                    | Vittorio De Sica                      | Nominalizare |
| Festivalul de Film de la Cannes              | Cea mai bună actriță                          | Sophia Loren                          | Câștigat     |
| Premiile David di Donatello                  | Cea mai bună actriță                          | Sophia Loren                          | Câștigat     |
| Premiile Globul de Aur                       | Cel mai bun film într-o limbă străină         | Cel mai bun film într-o limbă străină | Câștigat     |
| Premiile Laurel                              | Top drame                                     | Top drame                             | Nominalizare |
| Nastro d'argento                             | Cea mai bună actriță                          | Sophia Loren                          | Câștigat     |
| Premiile National Board of Review            | Top filme străine                             | Top filme străine                     | locul 3      |
| Premiile New York Film Critics Circle        | Cel mai bun film străin                       | Cel mai bun film străin               | Nominalizare |
| Premiile New York Film Critics Circle        | Cea mai bună actriță                          | Sophia Loren                          | Câștigat     |
| Premiile Sant Jordi                          | Cea mai bună interpretare într-un film străin | Sophia Loren                          | Câștigat     |

Filmul a fost lansat cu două zile întârziere pentru a fi eligibil ca propunere a Italiei la Premiul Oscar pentru cel mai bun film străin din 1960.

## Remake-uri
O altă ecranizare a romanului Ciociara a fost realizată pentru televiziune în 1988. Romanul a fost adaptat de Diana Gould, Lidia Ravera, Dino Risi și Bernardino Zapponi. Filmul a fost regizat de Risi și i-a avut în rolurile principale pe Sophia Loren, Robert Loggia, Leonardo Ferrantini, Dario Ghirardi și Sydney Penny . Opera La Ciociara scrisă de Luca Rossi, cu muzică compusă de Marco Tutino, a avut premiera la Opera din San Francisco și o premieră europeană la Teatro Lirico din Cagliari.